# Roberto López Corrales
Roberto López Corrales (Alicante, 28 de junio de 1974), también conocido por su seudónimo artístico Roloco, es un artista visual y sonoro, pintor y compositor español.

## Biografía
Nace en Alicante en 1974. Desde muy temprano toma interés por el arte y con seis años de edad sus padres deciden llevarlo a clases privadas de dibujo y pintura, clases que no dejaría hasta los dieciséis años cuando se matriculó en la Escuela de Arte y Superior de Diseño de Alcoy. Durante este periodo académico, amplía su formación en artes plásticas y se especializa en diseño gráfico e industrial terminando sus estudios en 1994. Paralelamente realiza los estudios de piano y violín en el Conservatorio Profesional de Música de su ciudad natal, ampliando su formación en la escuela postgraduados de composición en la ECCA (Escuela de Composición y Creación de Alcoy) y en los Encuentros de Composición INJUVE realizados en Málaga y Madrid.
Su interés por el sonido le lleva a trabajar en diferentes áreas relacionadas con la música, profundizando en géneros como el rock, la música experimental, música electrónica y música contemporánea.
En 1998 la compañía teatral La Fura dels Baus, a través del proyecto FMOL (Faust Music On Line), selecciona a Roberto López de entre miles de participantes de todo el mundo e incluyen sus trabajos en los espectáculos Faust v.3.0 (1998) y D.Q. Don Quijote en Barcelona (2000). Es en este periodo en el que conoce a Sergi Jordà y Carlus Padrissa y donde tiene sus primeros contactos con la experimentación electrónica a través de sintetizadores virtuales y programas de edición musical, así como las últimas innovaciones en procesos audiovisuales desarrollados por la Fura dels Baus.
Durante los años 2000, 2001 y 2002, es becado por el Instituto de la Juventud (INJUVE) y asiste a los cursos de composición musical dirigidos por el compositor y pedagogo Mauricio Sotelo. Durante este periodo consigue consecutivamente los dos primeros premios correspondientes al año 2001 y 2002, y tiene la oportunidad de conocer de cerca las obras de los compositores Cristóbal Halffter, Mauricio Sotelo, Beat Furrer, Mario Lavista, Manfred Trojahn, José Manuel López López, Salvatore Sciarrino, Helmut Lachenmann, Toshio Hosokawa entre otros, y fue alli también conocia al pianista y compositor indonesio Ananda Sukarlan.
En 2006, Roberto López es invitado a estos mismos encuentros de composición como profesor y forma parte del jurado junto a Kaija Saariaho, Martin Matalon, y Aureliano Cattaneo.
En 2002 el Ministerio de Educación, Cultura y Deportes, a través de la Dirección General de Cooperación y Comunicación Cultural, le encarga una obra para representar a España dentro de las Jornadas sobre Música y Arquitectura Españolas en el siglo XX: Barcelona modernista y últimas vanguardias, estrenándose el 5 de diciembre de ese mismo año en el CUNY Graduate Center de New York.
Un año después, en 2003 fue seleccionado por el Comité de Lectura de la Sección Española de la SIMC (Sociedad Internacional para la Música Contemporánea) y también fue compositor residente de la JONDE (Joven Orquesta Nacional de España).
En 2007 fue galardonado con el Segundo Premio “Carmelo Alonso Bernaola” por su obra La belleza de lo efímero, en el XVIII Premio Jóvenes Compositores Fundación Autor – CDMC y en el mismo año fue seleccionado para exponer en la Fundación Gregorio Prieto dentro del XVII Certamen de Dibujo Gregorio Prieto por su obra La Mosca Azul.
En 2008 el Auditorio Nacional de Madrid le encarga una obra sinfónica para conmemorar su XX aniversario, estrenándose el 4 de marzo de 2009.
Su obra ha sido presentada en salas y festivales como Festival Internacional de Música Contemporánea de Valencia ENSEMS Archivado el 28 de marzo de 2012 en Wayback Machine., temporada de conciertos CDMC Archivado el 25 de septiembre de 2014 en Wayback Machine., Festival Internacional de Música Experimental de Barcelona, temporada de conciertos Musicadhoy, Gran Teatre del Liceu, Museo Nacional Centro de Arte Reina Sofía (MNCARS), CUNY Graduate Center de New York, Opus 9.1 Festival of Burdeaux, etc.